# Academia de Polícia Militar Dom João VI
A Academia de Polícia Militar Dom João VI, antiga Escola de Formação de Oficiais - EsFO é uma escola de Ensino Superior da Polícia Militar do Estado do Rio de Janeiro. Está localizada no bairro Jardim Sulacap da Zona Oeste do Rio de Janeiro. 

## Cursos
- Curso de Formação de Oficiais - CFO

O principal curso oferecido na APM D. João VI é o Curso de Formação de Oficiais que passou a ter duração de 2 anos, após a exigência do bacharelado em Direito, para ingresso  nos quadros de oficial combatente. O CFO é um curso  reconhecido como de nível superior. Durante os anos, o instruendo é chamado de aluno-oficial e recebe seu espadim, réplica em tamanho reduzido da espada do alferes Joaquim José da Silva Xavier, conhecido como Tiradentes, o qual, após o término do curso, substitui pela sua espada, símbolo do oficialato. Com um currículo bem variado, tem matérias que vão desde Humanas, passando por Jurídicas, às Exatas e Militares.

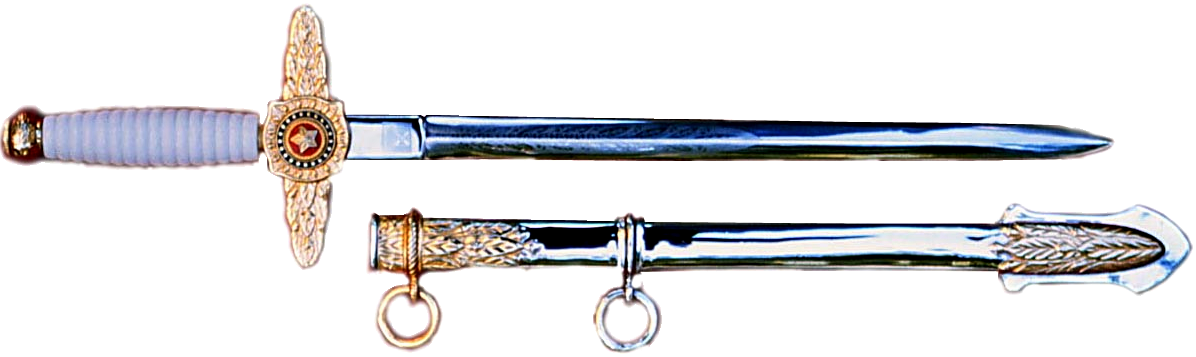
Espadim de Tiradentes.

Normalmente o CFO se dá em regime de internato, podendo variar a concessão de externato de acordo com o comando da APM D. João VI.
No 2° ano, são realizados cursos junto às unidades operacionais especiais da PMERJ, cabendo citar o Curso Básico de Policiamento Montado (CBPMont), oferecido pelo Regimento Coronel Enyr Cony dos Santos (RCECS); Curso de Patrulhamento em Áreas de Alto Risco (CPAAR), oferecido pelo BOPE; Curso de Adestramento e Condução de Cães para Emprego Policial (CACCEP), oferecido pela CIPM Cães; Estágio de Tripulante Aéreo-Marítimo (ETAM), oferecido pelo GAM, Curso de Controle de Distúrbios Civis (CCDC), oferecido pelo BPChq; Curso de Formação de Motociclista de Escolta de Segurança (CFoMES), oferecido pelo Grupamento Tático de Motociclistas (GTM), entre outros.

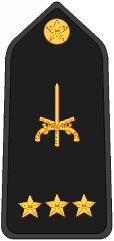
Platina de Aluno-oficial da PMERJ

- Curso de Habilitação para o Quadro de Oficiais Auxiliares e Especialistas - CHQOAE

Tem como objetivo proporcionar às praças (subtenentes ou 1° sargentos) o acesso ao oficialato, com matérias voltadas principalmente para as áreas Jurídica e Militar, habilitando-os a ingressar no Quadro de Oficiais Auxiliares ou de Especialistas.
- Estágio Probatório de Adaptação de Oficiais - EPAO

É feito quando da realização de concursos para o Quadro de Oficiais de Saúde da PMERJ, com duração de cerca de 6 meses, no qual profissionais da área de Saúde (Médicos, Dentistas, Psicólogos, Veterinários, Enfermeiros, etc) obtém noções da vida castrense.